# Изволь
И́зволь — село в Тульской области России. С точки зрения административно-территориального устройства входит в Поповский сельский округ, Алексинский район. В плане местного самоуправления входит в состав муниципального образования город Алексин.

## География
Село находится в северо-западной части Тульской области, в пределах северо-восточного склона Среднерусской возвышенности, в подзоне широколиственных лесов, при реке Растовка, западнее дер. Лазаревка и восточнее дер. Малышево.

### Климат
Климат характеризуется как умеренно континентальный, с ярко выраженными сезонами года. Средняя температура воздуха летнего периода — 16 — 20 °C (абсолютный максимум — 38 °С); зимнего периода — −5 — −12 °C (абсолютный минимум — −46 °С). Снежный покров держится в среднем 130—145 дней в году. Среднегодовое количество осадков — 650—730 мм.

## История
До революции 1917 года Изволь было центром Извольской волости Алексинского уезда. В селе существовал собственный церковный приход, к которому были приписаны соседние деревни: сельца Глебово (Глебовка) и Малышево, деревни Деево, Демшинка (Ямчинка), Занино, Плоское (Площанка), Скороварово.

## Усадьба Изволь
Село Изволь было одним из крупнейших поселений в Алексинском уезде, тут располагалась усадьба с барскими домами с парком. Приход при селе считался одним из древнейших в округе и впервые он упоминался в писцовых книгах 1628—1629 гг.
В середине XVII века — поместье вдовы А. М. Богучаровой. В последней четверти XVIII века усадьбой владела полковница М. П. Полибина, в 1840-х гг. — поручик В.И. Домашнев, потом — его брат Д. И. Домашнев и во второй половине XIX века вдова последнего М. П. Домашнева (урожд. княжна Вадбольская), затем — их бывший управляющий У. Т. Ливенцев. Степень сохранности — низкая. Здесь видны аллеи бывшего старого парка и следы барской усадьбы, каскадом спускается несколько прудов. Поодаль возвышается колокольня без креста местной Никольской церкви.

## Население
| 1859 | 2002 | 2010 |
| ---- | ---- | ---- |
| 510  | ↘9   | ↘2   |

### Национальный состав
Согласно результатам переписи 2002 года, в национальной структуре населения русские составляли 89 % из 9 чел.